# جيرار بايلي
جيرار بايلي (بالفرنسية: Gérard Bailly)‏ هو سياسي فرنسي، ولد في 28 يناير 1940 في جورا في فرنسا. حزبياً، نشط في الاتحاد من أجل حركة شعبية والجمهوريون. وقد انتخب عضو مجلس الشيوخ الفرنسي وانتخب رئيس بلدية ‏.